# Provincia di Chiloé
La provincia di Chiloé è una provincia del Cile meridionale, che appartiene alla Regione dei Laghi ("X Región") ed ha 154.766 abitanti (2002).

## Geografia e demografia
La provincia di Chiloé si estende per 9.181 km² e consiste dell'isola omonima e un gruppo d'isole secondarie. Il capoluogo provinciale, la città di Castro, fondata nel 1567, si trova nella parte centrale dell'isola di Chiloé ed ha circa 30.000 abitanti. La città di Ancud, la vecchia capitale storica dell'isola e della provincia di Chiloé fra 1767 e 1982, è la seconda città della provincia per numero di abitanti e conta 28.000 abitanti circa (2002). Ancud è sede vescovile cattolica dal 1840.

## Elenco dei comuni
| Comune          | Abitanti (2002) |
| Castro          | 39.366          |
| Ancud           | 39.946          |
| Quemchi         | 8.689           |
| Dalcahue        | 10.693          |
| Chonchi         | 12.572          |
| Puqueldón       | 4.160           |
| Queilén         | 5.138           |
| Quellón         | 21.823          |
| Quinchao        | 8.976           |
| Curaco de Vélez | 3.403           |